# Bicaz-Chei
Pour les articles homonymes, voir Bicaz.
Bicaz-Chei (Békásszoros en hongrois) est une commune roumaine du județ de Neamț, dans la région historique de Moldavie et dans la région de développement du Nord-Est. Elle se situe dans les Carpates orientales.

## Géographie
La commune de Bicaz-Chei est située dans l'ouest du județ, à la limite avec le județ de Harghita, le long des gorges de la Bicaz, unique passage entre la Transylvanie et Moldavie, entre le massif du Ceahlău au nord et les monts Tarcăului au sud. La ville de Bicaz se trouve à 20 km au nord-est et le chef-lieu du județ, Piatra Neamț, à 47 km plus à l'est.
La municipalité est composée des quatre villages suivants (population en 1992) :
- Bicaz-Chei (3 301), siège de la municipalité ;
- Bârnadu ;
- Gherman (113) ;
- Ivaneș (895).

## Histoire
La commune de Bicaz-Chei faisait autrefois partie de la principauté de Transylvanie et appartenait donc au Royaume de Hongrie. En 1918, avec la dislocation de l'Empire austro-hongrois, Bicaz-Chei intègre l'État roumain. Elle est alors détachée du comitat de Ciuc et elle est rattachée au județ de Neamț.
La petite communauté juive fut exterminée durant la Seconde Guerre mondiale.

## Politique
| Période                                  | Période  | Identité       | Étiquette | Qualité |
| ---------------------------------------- | -------- | -------------- | --------- | ------- |
| Les données manquantes sont à compléter. |          |                |           |         |
| 2000                                     | En cours | Ghiorghe Oniga | PSD       |         |

| Parti | Parti                        | Sièges |
| ----- | ---------------------------- | ------ |
|       | Parti social-démocrate (PSD) | 12     |
|       | Parti national libéral (PNL) | 1      |

## Religions
En 2002, la composition religieuse de la commune était la suivante :
- Chrétiens orthodoxes, 95,66 % ;
- Baptistes, 3,34 %.

## Démographie
En 1930, Bicaz-Chei abritait 3 867 Roumains (95,27 %), 99 Hongrois (2,44 %), 11 Allemands (0,27 %), 47 Juifs (1,16 %) et 31 Roms.
En 2002, la commune compte 4 541 Roumains (97,34 %) et 119 Roms (2,55 %).
| 1930  | 1956  | 1977  | 1992  | 2002  | 2011  |
| ----- | ----- | ----- | ----- | ----- | ----- |
| 4 059 | 4 073 | 4 283 | 4 414 | 4 665 | 4 089 |

## Économie
L'économie de la commune repose sur l'exploitation des forêts, la transformation du bois, l'élevage et le tourisme.

## Communications

### Routes
Bicaz-Chei se trouve sur la route nationale DN12C qui relie Bicaz et Piatra Neamț avec Gheorgheni et le județ de Harghita.

## Lieux et monuments

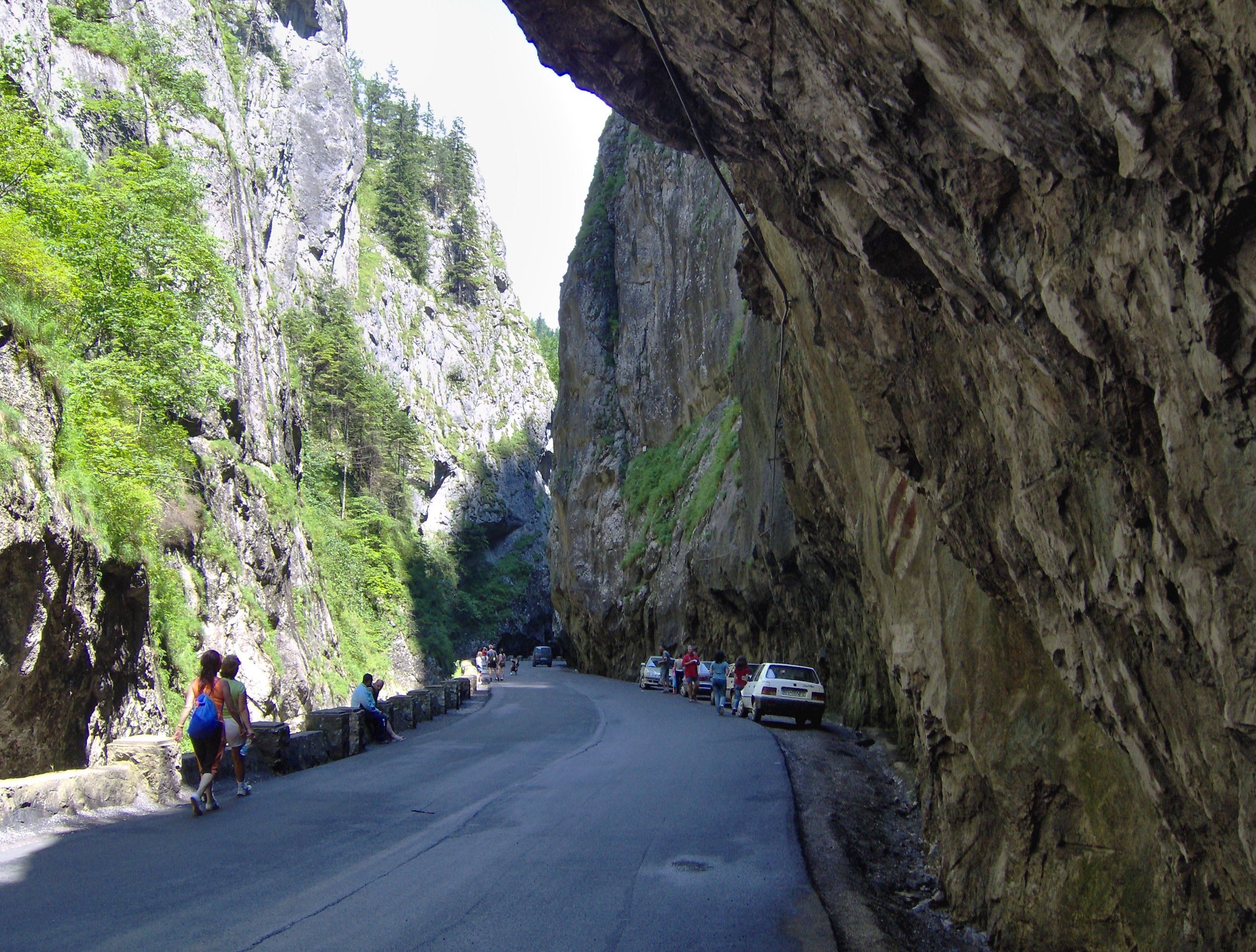
Les gorges de Bicaz

- Parc National des Gorges de Bicaz, réserve géologique qui s'étend sur 10 km dans le massif du Hășmaș, le long de la rivière Bicaz. Le parc a une superficie de 6 675 ha (altitude minimale : 670 m, altitude maximale : 1 792 m). Les gorges sont dues à l'érosion des calcaires et forment des paysages spectaculaires, propices par endroits à l'escalade.

- Parc national de Ceahlău, qui culmine au mont Ocolasul Mare à 1 907 m d'altitude.